# Apol·lo de Pinedo
Apol·lo de Pinedo és el nom que rep l'estàtua romana trobada per un grup de submarinistes el 8 de desembre de 1963 a la Platja de Pinedo, a la Ciutat de València. Representa a un jove nuu identificat com Apol·lo. La figura té una postura d'indolència i s'inclina cap arrere amb el coll inclinat i la barbeta cap amunt. Es considera que l'estàtua de Pinedo és una còpia realitzada en època romana d'un original realitzat per Demetri de Milet a finals del segle ii aC i que representava a Apol·lo Delphinios.
L'estàtua està feta en bronze i té una alçària de 145 cm. Quan va descobrir-se, faltava la cama dreta, que es va recuperar posteriorment.